# سکسکیه
سکسکیه (به عربی: السکسکیة) یک منطقهٔ مسکونی در لبنان است که در شهرستان صیدا واقع شده‌است. سکسکیه ۱۰۰ متر بالاتر از سطح دریا واقع شده‌است.